# Даровица (посёлок)
Даровица — железнодорожная станция (тип населённого пункта) в Котельничском районе Кировской области в составе Зайцевского сельского поселения.

## География
Располагается на расстоянии примерно 3 км на запад от северо-западной границы райцентра города Котельнич.

## История
Известна с 1926 года как разъезд № 69, на котором было 3 хозяйства и 11 жителей, в 1950 10 и 46, в 1989 34 жителя. Настоящее название утвердилось с 1978 года.
В 1998 году ж. д. казарма 860 км и ж. д. разъезд Даровица Зайцевского сельского округа объединены в один населённый пункт — ж. д. станцию Даровица.

## Население
| 2010 |
| ---- |
| 10   |

Постоянное население составляло 24 человека (русские 100 %) в 2002 году, 10 в 2010.

## Инфраструктура
Путевое хозяйство Горьковской железной дороги.